# Сердюк Мирослав Олександрович
Мирослав Олександрович Сердюк (нар. 27 липня 1999, Чернігів, Україна) — український футболіст, півзахисник.

## Життєпис
Народився в Чернігові. Вихованець місцевої «Юності», у футболці якої виступав в юнацькому чемпіонаті Чернігівської області та в ДЮФЛУ.
Дорослу футбольну кар'єру розпочав 2016 року в «Поліссі» (Добрянка) в чемпіонаті Чернігівської області. У 2018 році виступав в обласному чемпіонаті за «Фортуну» (Комарівка). Наприкінці липня 2018 року перебрався до «Десни», але грав лише за молодіжну команду чернігівцях (зіграв 44 матчі та відзначився 4-ма голами). Наприкінці червня 2020 року підсилив «Чернігів», у складі якого виступав в аматорському чемпіонаті України. Проте на професіональному рівні за «городян» дебютувати не встиг. З 2020 по 2022 рік виступав за «Кудрівку» в аматорському чемпіонаті України. Також у 2021 році грав за «Кудрівку-2» в чемпіонаті Чернігівської області. Навесні 2022 року нетривалий період часу перебував у розташуванні «Факела» (Липовець) у чемпіонаті Вінницької області.
23 серпня 2023 року підписав контракт з представником Першої ліги України ФК «Чернігів». У футболці «городян» дебютував 27 серпня 2022 року в нічийному (1:1) домашньому поєдинку 1-го туру групи Б Першої ліги України проти токмацького «Скорука» на стадіоні Юність. Мирослав вийшов на поле в стартовому складі та відіграв увесь матч. Першим голом за «Чернігів» відзначився 24 листопаду 2022 року на 10-й хвилині переможного (2:0) виїзного поєдинку 2-го туру групи Б Першої ліги України проти «Гірник-Спорту». Мирослав вийшов на поле в стартовому складі та відіграв увесь матч.

## Статистика виступів

### Клубна
Станом на 27 червня 2023
| Клуб              | Сезон             | Ліга               | Ліга  | Ліга | Кубок | Кубок | Єврокубки | Єврокубки | Інші  | Інші | Загалом | Загалом |
| Клуб              | Сезон             | Дивізіон           | Матчі | Голи | Матчі | Голи  | Матчі     | Голи      | Матчі | Голи | Матчі   | Голи    |
| ----------------- | ----------------- | ------------------ | ----- | ---- | ----- | ----- | --------- | --------- | ----- | ---- | ------- | ------- |
| «Чернігів»        | 2022–23           | Перша ліги України | 21    | 2    | 0     | 0     | 0         | 0         | 0     | 0    | 21      | 2       |
| Усього за кар'єру | Усього за кар'єру | Усього за кар'єру  | 21    | 2    | 0     | 0     | 0         | 0         | 0     | 0    | 21      | 2       |

## Досягнення
«Кудрівка»
- Чемпіонат Чернігівської області
  -  Чемпіон (1): 2021

- Чемпіонат Київської області
  -  Чемпіон (1): 2020

- Кубок Київської області
  -  Володар (1): 2021